# 劳拉·罗根
劳拉·罗根（英語：Lara Logan；1971年3月29日—）是一名南非记者，担任过60分钟时事杂志和CBS晚间新闻的主持人。